# Convento de los Capuchinos (Salamanca)
El convento de San Francisco el Real o de los Padres Capuchinos de Salamanca es un edificio religioso que comenzó a construirse en el siglo XIII en estilo gótico como convento de San Francisco el Real (cenobio de la Tercera Orden de San Francisco). A mediados del siglo XVIII y con proyecto de Andrés García de Quiñones se construyó la capilla de la Tercera Orden de San Francisco.
El convento es fundado en el año 1231 en la antigua ermita de San Hilario. Los capuchinos llegaron a Salamanca en 1614 y aquí permanecieron hasta la exclaustración de 1835.
Tras las desamortizaciones del siglo XIX solo se conservan la capilla de la Venerable Orden Tercera y restos del ábside de la primitiva iglesia.
La capilla es sede canónica de la Seráfica Hermandad de Nazarenos del Santísimo Cristo de la Agonía.